# Park Hang-seo
Park Hang-seo (en coréen : 박항서, né le 1er octobre 1957) est un entraîneur de football sud-coréen et ancien joueur. Il est crédité de la hausse des performances de l'équipe nationale du Vietnam depuis le championnat de l'AFC U-23 de 2018 (en).

## Carrière en tant que joueur
Park était le capitaine de l'équipe sud-coréenne des moins de 20 ans qui a remporté le championnat des jeunes de l'AFC 1978 (en). Le 8 mars 1981, Park a fait ses débuts internationaux avec l'équipe première contre le Japon, une rencontre qui s'est terminée par une victoire sud-coréenne sur le score de 1-0,. Park a effectué son service militaire obligatoire au sein de l'Army FC après avoir dans un premier temps rejoint les rangs du club semi-professionnel Korea First Bank FC. De 1984 à 1988, Park a joué pour le FC Lucky-Goldstar et a contribué au titre lors de la saison 1985 de K League. Il a été nommé parmi le 11 type de K League cette même saison.

## Carrière en tant qu'entraîneur

### Équipe de Corée du Sud des moins de 23 ans
Park était l'un des deux directeurs adjoints de Guus Hiddink à la Coupe du Monde 2002. En août 2002, Park a été nommé entraîneur de l'équipe sud-coréenne des moins de 23 ans pour les Jeux asiatiques de 2002 (en) du fait de ses succès en tant qu'adjoint principal de l'équipe première. Cependant, la Fédération coréenne de football (KFA) n'avait organisé aucune préparation pour les Jeux asiatiques de 2002 car il n'y avait pas d'entraîneur ni de staff technique depuis deux ans. La KFA s'était concentrée sur la Coupe du Monde 2002, qui était co-organisée en Corée du Sud, donc Park a dû se préparer pour le tournoi dans un intervalle de deux mois. De plus, KFA a été critiqué du fait que Park travaillait sans être payé et parce que la fédération n'avait pas officiellement signé de contrat avec lui. La Corée du Sud a perdu contre l'Iran (en) après une séance de tirs au but en demi-finale, puis a remporté la médaille de bronze. Park a été limogé après le tournoi.

### Autres équipes entraînées en Corée du Sud
En août 2005, Park est devenu l'entraîneur principal du nouveau club Gyeongnam évoluant en K League. Gyeongnam a terminé 4e de la saison 2007 de K League, mais Park a quitté l'équipe en raison de conflits internes. En décembre 2007, il a succédé à Huh Jung-moo comme entraîneur des Dragons de Chunnam. L'équipe a terminé finaliste de la Coupe de la ligue 2008 (en) et 6e de la K League 2009. Il a démissionné plus tard en raison de mauvaises performances lors de la saison 2010. De 2012 à 2015, Park a entraîné l'équipe militaire Sangju Sangmu FC en Corée du Sud. Sous sa direction, son équipe a remporté le championnat de deuxième division du pays, K League Challenge, en 2013 et 2015. Il a quitté l'équipe après l'expiration de son contrat à la fin de la saison 2015. En 2017, Park a été nommé entraîneur de Changwon City (en), une équipe de troisième division. Changwon a remporté le championnat de troisième division 2017 (en) et il a été nommé meilleur entraîneur du tournoi.

### Équipes nationales vietnamiennes
Le 29 septembre 2017, Park a été nommé entraîneur de l'équipe nationale du Vietnam. Également responsable de l'équipe des moins de 23 ans (en), cette dernière atteint la finale de la Coupe d'Asie U23 2018 (en), ce qui est la première finale du Vietnam dans les compétitions officielles de l'AFC. À son arrivée au Vietnam, Park Hang-seo a été accueilli par le scepticisme et les huées des Vietnamiens.

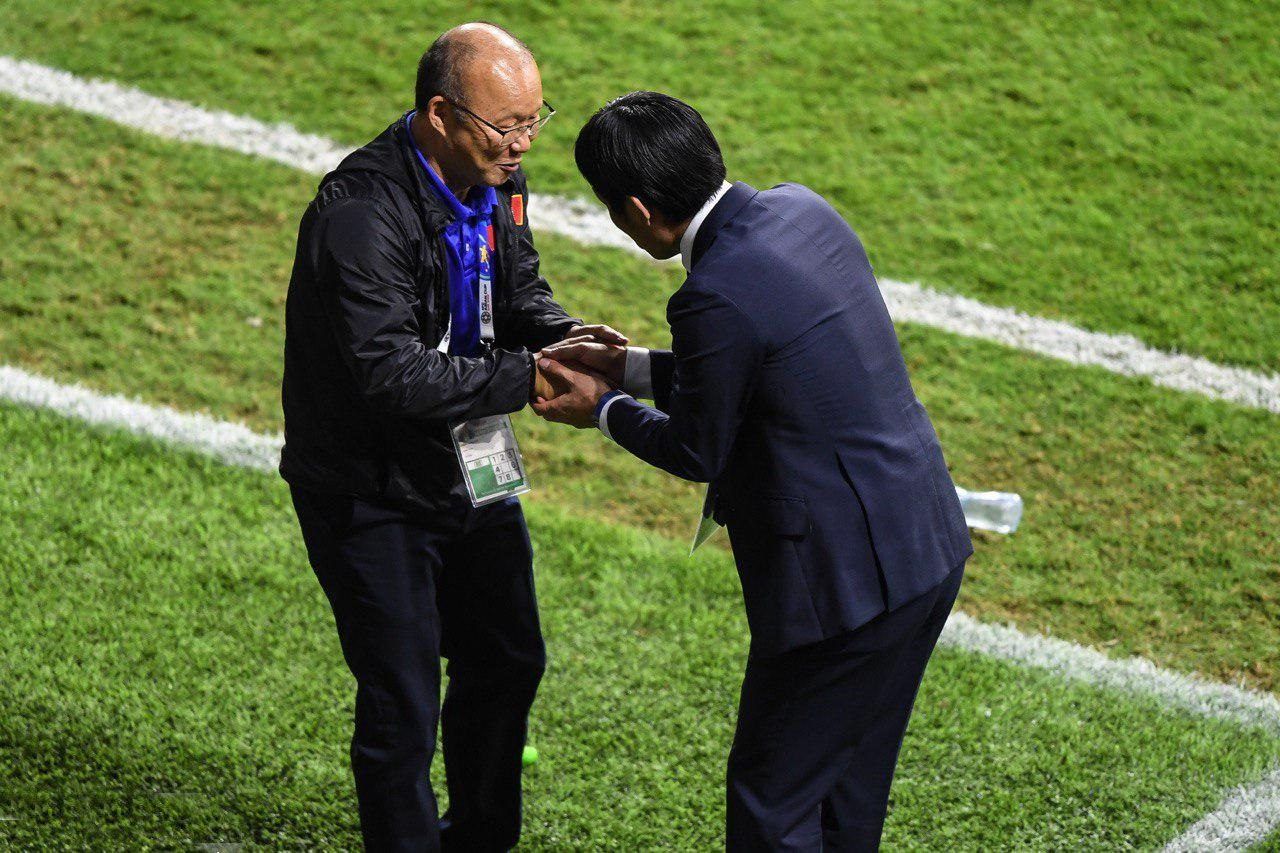
Park Hang-seo serre la main d'Hajime Moriyasu pendant les quarts de finale de la Coupe d'Asie 2019.

Aux Jeux asiatiques de 2018 (en), son équipe s'est également qualifiée pour les demi-finales et a terminé 4e pour la première fois en 56 ans, Park recevant des éloges pour son coaching. Le 15 décembre 2018, l'équipe vietnamienne de Park a remporté l'AFF Suzuki Cup 2018 (en) après avoir battu la Malaisie, 3–2 en score cumulé, à l'issue du match retour de la finale au stade national Mỹ Đình de Hanoï. C'était le premier sacre régional du Vietnam en dix ans.
Lors de la Coupe d'Asie 2019, le Vietnam a atteint les quarts de finale, mais a perdu contre le Japon, futur finaliste de la compétition, sur le score de 1-0. Avec l'équipe olympique (en), Park a remporté la médaille d'or aux Jeux d'Asie du Sud-Est 2019 (en), remportant ainsi le premier titre de football pour le Vietnam en tant que pays unifié aux Jeux. Lors des prochains Jeux d'Asie du Sud-Est en 2022 (en), il a permis au Vietnam de défendre sa médaille d'or et de remporter son deuxième titre consécutif, avant de démissionner de l'équipe olympique/des moins de 23 ans,. Au troisième tour des qualifications pour la Coupe du monde 2022, il a permis au Viêt Nam d'obtenir 4 points grâce à une victoire 3-1 contre la Chine et un match nul 1-1 contre le Japon, ce qui constitue le meilleur résultat du Viêt Nam dans une phase qualificative pour la Coupe du monde. Il a décidé de quitter le Viêt Nam à l'expiration de son contrat le 31 janvier 2023. L'AFF Suzuki Cup 2022 en décembre est le dernier tournoi de Park en tant qu'entraîneur principal de l'équipe nationale de football du Vietnam. Lors de ce tournoi, le Vietnam est arrivé en finale mais a finalement perdu contre la Thaïlande, ce qui lui vaut d'être vice-champion d'Asie du Sud-Est.

## Vie privée
Park est un chrétien méthodiste dévot.
Alors qu'il entraînait le Vietnam, il a été surnommé « Coach Terminator » par les médias vietnamiens, en raison de sa tendance à défaire un certain nombre d'entraîneurs notables et, directement ou indirectement, à les faire limoger. Les entraîneurs qui ont été démis de leurs fonctions ou ont démissionné pour avoir perdu contre le Vietnam de Park comprennent Guus Hiddink, Ján Kocian, Sven-Göran Eriksson, Antoine Hey, Simon McMenemy, Sirisak Yodyardthai, Alexandre Gama et Bert van Marwijk,.

## Palmarès

### Joueur
Université d'Hanyang
- Finaliste du Championnat national coréen (en) : 1980[34]
- Coupe du président (en) : 1977[35]

Lucky-Goldstar
- K League 1 : 1985[36]

Corée du Sud U20
- Championnat d'Asie de football des moins de 19 ans : 1978 (en)[37]

Individuel
- Équipe type de la K League : 1985[7]

### Entraîneur
Chunnam Dragons
- Finaliste de la Coupe de la ligue : 2008 (en)[38]

Sangju Sangmu
- K League 2 : 2013 (en), 2015 (en)[39]

Changwon City
- KNL Championship : 2017 (en)[17]

Corée du Sud U23
- Médaille de bronze aux Jeux asiatiques : 2002 (en)[40]

Vietnam U23
- Finaliste de la Coupe d'Asie U23 : 2018 (en)[19]
- Jeux d'Asie du Sud-Est : 2019 (en), 2021 (en)[41],[42]

Vietnam
- Championnat de l'ASEAN : 2018 (en)[43]

Distinctions individuelles
- Entraîneur de K League 2 de l'année (en) : 2013[44]
- Meilleur entraîneur de troisième division : 2017[17]
- Ordre du Mérite sportif-Maengho (Tigre féroce/맹호장) : 2002[45]
- Ordre de l'amitié (en) : 2018[46]
- Ordre du travail (en) :
  - de 3e classe : 2018[47]
  - de 2e classe : 2020[48]
- Entraîneur AFF de l'Année : 2019[49]
- Ordre du mérite du service diplomatique (en) - Médaille Heungin (흥인장) : 2022[50]
- Prix des Asiatiques de l'année décerné par l'Association des journalistes asiatiques : 2018[51]
- Prix des personnes de l'année décerné par l'Association des journalistes de Corée : 2018[52]
- Classé 38e sur la liste des 40 célébrités les plus influentes de Corée du Sud par Forbes Korea en 2020[53].